# Park Hae-soo
Dans ce nom coréen, le nom de famille, Park, précède le nom personnel.
Park Hae-soo (en coréen : 박해수, hanja : 朴海秀, RR : Bak Hae-su) est un acteur sud-coréen, né le 21 novembre 1981 à Suwon. Il est principalement connu pour ses rôles dans les séries Prison Playbook (en) et Squid Game.

## Filmographie

### Cinéma
- 2014 : The Pirates (해적: 바다로 간 산적) : Hwang Joong-geun
- 2015 : Minority Opinion (en) (소수의견) : l'assistant de Jo Goo-hwan
- 2016 : Master (en) (마스터) : un soldat
- 2019 : By Quantum Physics: A Nightlife Venture (en) (양자물리학) : Lee Chan-woo
- 2020 : La Traque (사냥의 시간) : Han
- 2022 : Yaksha, un démon en mission (야차) : Ji-hoon
- prévu pour 2023 : The Great Flood (대홍수) de Kim Byung-woo : Hee-jo
- Ghost (Phantom) (유령) : Kaito

### Séries télévisées
- 2012 : God of War (en) : Kim Yun-hu
- 2013 : Me, Mom, Dad, Grandma and Anna (ko) (나 엄마 아빠 할머니 안나) : le père
- 2015-2016 : Six Flying Dragons (en) (육룡이 나르샤) : Yi Ji Ran (42 épisodes)
- 2016-2017 : Legend of the Blue Sea (푸른 바다의 전설) : Hong Dong Pyo (13 épisodes)
- 2017 : The Liar and His Lover (en) (그녀는 거짓말을 너무 사랑해) : un joueur de basse (épisode 1)
- 2017-2018 : Prison Playbook (en) (슬기로운 감빵생활) : Kim Je Hyuk (16 épisodes)
- 2018 : Memories of the Alhambra (en) (알함브라 궁전의 추억) : Agent A (4 épisodes)
- 2019 : Persona (en) (페르소나) : Baek Jeong-u (épisode Collector)
- 2021 : Racket Boys (라켓소년단) : Lee Jae-joon (épisode 6)
- 2021 : Squid Game (오징어게임) : Cho Sang-woo (no 218) (9 épisodes)
- 2021 : Chimera (en) (키마이라) : Cha Jae-hwan
- 2022 : Money Heist Korea - Joint Economic Area (종이의 집 : 공동경제구역) : Berlin
- 2022 : Narco-Saints (en) (수리남) : Choi Chang Ho (6 épisodes)
- 2025 : Karma

## Voix françaises
En France, Mario Bastelica est la voix régulière de Park Hae-soo, le doublant à la fois dans Squid Game, Money Heist : Korea, Yaksha : Un démon en mission (en) ou encore Narco-Saints (en). À titre exceptionnel, il est doublé par Pierre Lognay dans Phantom (en).